# 人工智慧低谷
人工智能低谷又称AI之冬、人工智能之冬，这个词汇由经历过1974年经费削减的研究者们创造出来，是指人工智能史中资金及研究兴趣都大幅减少的时期。
这个称呼源自核冬天这个术语的使用。人工智能领域经历过好几个技术成熟度曲线，先是失望及批评，以及研究资金断绝，然后在几年后重燃研究兴趣。这个词汇第一次出现于1984年人工智能促进协会（当时叫“美国人工智能协会”）年会上的公开辩论话题。这是一个连锁反应，首先是人工智能界的悲观情绪，然后是新闻界的悲观情绪，接着是资金的严重削减，然后是严肃研究的结束。在这次会议上，两位经历了1970年代“寒冬”的AI领域的大拿罗杰·尚克和马文·闵斯基，警告商业界，对人工智能的热情在1980年代已经失控，失望肯定会随之而来。三年后，价值数十亿美元的人工智能产业开始崩溃。  
炒作在许多新兴技术中都可以见到，例如铁路狂热或互聯網泡沫。人工智能的冬天就是这种炒作的结果，来自于开发者过度膨胀的承诺，终端用户不自然的高期望值，以及媒体的广泛宣传。尽管人工智能的声誉起起伏伏，新的成功技术仍在开发。人工智能学者罗德尼·布鲁克斯在2002年抱怨说："总有愚蠢的说法说人工智能已经失败，但人工智能每时每刻都在你身边"。2005年，雷蒙德·库茨魏尔同意："许多人仍然认为，AI之冬就是故事的结局，此后人工智能领域没有任何成果。然而今天，成千上万的人工智能应用已经深深嵌入到每个行业之中"。
自20世纪90年代初的低谷以来，人们对于人工智能的热情和乐观情绪普遍提高。大约从2012年开始，研究界和企业界对人工智能（特别是人工智能的子领域机器学习）的兴趣使资金和投资的急剧增加，导致了目前（截至2023年）的人工智能热潮。

## 概览
主要有1974-80及1987-93两个主要的低谷时期，其他还有几个较小的低谷，包括：
- 1966年：机器翻译的失败。
- 1970年：联结主义的放弃。
- 几个重合的时期
  - 1971-75年：美国国防高等研究计划署在卡内基梅隆大学所进行的语音辨识研究遭到挫折。
  - 1973年：受到莱特希尔对国会的报告所影响，英国的人工智能研究大幅减少。
  - 1973-74年：美国国防高等研究计划署削减对人工智能的学术研究。
- 1987年：Lisp机器市场的萎缩。
- 1988年：美国政府的战略计算计划（Strategic Computing Initiative）不再资助AI研究。
- 1993年：专家系统逐渐达到极限。
- 1990年：日本第五代電腦计划未能达到预期目标。